# Ekaterina Karsten
Pour les articles homonymes, voir Karsten.
Ekaterina Karsten (biélorusse : Кацярына Карстэн, Kaciaryna Karsten) est une athlète sportive biélorusse pratiquant l'aviron.
Née le 2 juin 1972 à Minsk, elle a d'abord participé sous les couleurs soviétiques puis pour la Biélorussie. Elle a été deux fois championne olympique (1996 et 2000) et championne mondiale dans la discipline du skiff depuis 1997.
Elle vit et s'entraîne actuellement à Potsdam en Allemagne.

## Palmarès

### Jeux olympiques
- 1992 à Barcelone,  Espagne
  -  Médaille de bronze dans la catégorie Quatre de couple
- 1996 à Atlanta,  États-Unis
  -  Médaille d'or dans la catégorie skiff
- 2000 à Sydney,  Australie
  -  Médaille d'or dans la catégorie skiff
- 2004 à Athènes,  Grèce
  -  Médaille d'argent dans la catégorie skiff
- 2008 à Pékin,  Chine
  -  Médaille de bronze dans la catégorie skiff

### Championnats du monde
- 1997 à Aiguebelette-le-Lac,  France
  -  Médaille d'or
- 1999 à Saint Catharines,  Canada
  -  Médaille d'or
- 2001 à Lucerne,  Suisse
  -  Médaille de bronze
  -  Médaille de bronze du deux de couple avec Wolha Berasniowa
- 2002 à Séville,  Espagne
  -  Médaille d'argent
- 2003 à Milan,  Italie
  -  Médaille de bronze
- 2005 à Gifu,  Japon
  -  Médaille d'or
- 2006 à Eton,  Royaume-Uni
  -  Médaille d'or
- 2007 à Munich,  Allemagne
  -  Médaille d'or
- 2010 à Hamilton,  Nouvelle-Zélande
  -  Médaille d'argent

### Championnats d'Europe
- 2010 à Montemor-o-Velho,  Portugal
  -  médaille d'or en skiff
- 2009 à Brest,  Biélorussie
  -  médaille d'or en skiff